# Marco Gatti
Marco Gatti (* 25. Januar 1967 in San Marino) ist ein san-marinesischer Politiker.

## Leben
Gatti erhielt 1985 ein Diplom als Rechnungsführer und Handelsfachmann. Von 1986 bis 1996 war er Angestellter, seit 1996 ist er freiberuflich tätig.
Er trat 1990 in die Partito Democratico Cristiano Sammarinese ein. Von 2000 bis 2005 gehörte er dem Vorstand des Ortsvereins der PDCS in Domagnano an. Seit 2000 ist er Mitglied des Zentralrats der PDCS, von 2005 bis 2006 und erneut seit 2010 war bzw. ist er Mitglied des Parteivorstandes. Von 2005 bis 2006 war er Vizesekretär, seit 2010 ist er politischer Sekretär der PDCS.
Gatti kandidierte erstmals bei den Wahlen 2001 für das san-marinesische Parlament, den Consiglio Grande e Generale. Er erreichte Platz 30 auf der Liste der PDCS, die 25 Mandate errang. Bei den Parlamentswahlen 2006 zog er erstmals ins Parlament ein, 2008 und 2012 wurde er wiedergewählt. Er vertrat seine Partei von 2006 bis 2012 im Finanzausschuss und war von 2008 bis 2011 Mitglied der san-marinesischen Delegation in der Parlamentarischen Versammlung des Europarates. Von September 2009 bis zu seinem Rücktritt im Mai 2012 war er Vorsitzender der Antimafiakommission. Seit 2013 ist er Mitglied des Außenausschusses.
Gatti lebt in Domagnano, ist verheiratet und Vater von zwei Kindern. Er ist der Neffe des san-marinesischen Politikers Gabriele Gatti.